# Борисов, Сергей Петрович
Серге́й Петро́вич Бори́сов (род. 9 сентября 1966, Москва) — российский и советский скульптор, педагог, профессор Санкт-Петербургского государственного университета промышленных технологий и дизайна (СПбГУПТД), Заслуженный художник РФ.

## Биография
Сергей Борисов родился в Москве 9 сентября 1966 года. В 1985 году окончил Московское Театральное художественно-техническое училище, в 1995 — Санкт-Петербургскую художественно-промышленную Академию им. Штиглица (бывш. промышленное училище им. Мухиной) по специальности «скульптор».
С 1996 года член Санкт-Петербургского Союза художников.
В 1998 году стал стипендиатом Президента РФ, член Союза художников России.
С 2000 года — старший преподаватель, с 2003 — доцент, с 2012 — профессор (кафедра дизайна рекламы) Санкт-Петербургского университета промышленных технологий и дизайна, преподаёт рисунок и скульптуру.

#### Основные выставки
- 1996 — «Postglasnost», Lafayet, Иллинойс, США
- 1997 — Скульптурный симпозиум, Лентцке, Германия
- 1998 — «Москва-Петербург», ЦДХ, Москва
- 2001 — «Белое/серое/черное», галерея «Северная столица», С-Петербург
- 2002 — «Сад скульптуры и отдыха», Музей Анны Ахматовой, С-Петербург
- 2004 — «Неоабстракционизм», галерея «А», Москва
- 2006 — «Музею дар бесценный», Государственный Музей Городской Скульптуры, С-Петербург
- 2007 — «Фестиваль цветов и ландшафтного дизайна», «Ленэкспо», С-Петербург
- 2007 — «Новые идеи для города», Государственный Музей Городской Скульптуры, С-Петербург
- 2007 — «Петербургское искусство XX века», ЦВЗ Манеж, С-Петербург
- 2008 — «Новая археология», галерея «Невский 20», С-Петербург
- 2008 — «Второй слой», Музей петербургского авангарда, С-Петербург
- 2008 — «А.Зайцев и его круг», ЦВЗ Манеж, С-Петербург
- 2008 — «Святая земля Иерусалим», Государственный Музей Городской Скульптуры, С-Петербург
- 2008 — «Мастер-класс», Российский Этнографический музей, С-Петербург
- 2008 — «75 лет СХ СПб», ЦВЗ «Манеж», С-Петербург
- 2009 — «Новая археология», Невский 20, С-Петербург
- 2009 — «Прозрачный ландшафт», Галерея Скульптуры, С-Петербург
- 2009 — Выставка живописи и скульптуры в салоне «Автобиография», С-Петербург
- 2010 — «С-Пб Деревня Художников», ЦВЗ « Манеж», С-Петербург
- 2011 — Фестиваль современного искусства «Новые идеи для города». Выставочный зал Государственного Музея городской скульптуры, С-Петербург
- 2012 — «Весь Петербург». ЦВЗ «Манеж», С-Петербург
- 2012 — Юбилейная выставка к образованию Санкт-Петербургского Союза художников. ЦВЗ «Манеж», С-Петербург
- 2012 — Выставка-акция «Плот искусств-5» творческого объединения «Озерки-группа художников»,С-Петербург
- 2012 — Дни культуры Санкт-Петербурга в Тамбове
- 2013 — «Зимняя выставка». Галерея «12 июля», С-Петербург
- 2013 — «Современный креатив», Гос. Музей Городской Скульптуры, С-Петербург

#### Персональные выставки
- 2004 — «Прогрессия пространства», ВЦ СХ, С-Петербург, выставка скульптуры на ул. М. Конюшенная
- 2005 — «Другая скульптура», Государственный Музей Городской Скульптуры, С-Петербург
- 2005 — Выставка скульптуры на ул. Малая Конюшенная, С-Петербург
- 2007 — «Транс-камни», выставка скульптуры, галерея «Рахманинов дворик», С-Петербург
- 2007 — «Крупным планом», выставки лучших художников Петербурга, ЦВЗ Манеж, С-Петербург
- 2008 — «Интуиция пространства: скульптура», Государственный Русский музей, С-Петербург
- 2009 — «Книга пространства», Управление делами президента РФ ФГУ Гос. Комплекс «Дворец Конгрессов», Константиновский Дворец, Стрельна, С-Петербург

Работы Сергея Борисова находятся в собрании Государственного Русского Музея, Государственного Музея Городской Скульптуры СПб, Центрального Выставочного Зала «Манеж» СПб, Управление делами президента РФ ФГУ Гос. Комплекс «Дворец Конгрессов», Константиновский Дворец, Стрельна, СПб, Музей петербургского авангарда (дом М. В. Матюшина), в частных коллекциях России, США, Германии.